# Ромітанський район
Ромітанський район (узб. Ромитан тумани, Romitan tumani) — район у Бухарській області Узбекистану. Розташований у центральній частині області. Утворений 29 вересня 1926 року. Центр — місто Ромітан.
| Узбекистан | Це незавершена стаття з географії Узбекистану. Ви можете допомогти проєкту, виправивши або дописавши її. |